# 帕伦西亚德内格里利亚
帕伦西亚德内格里利亚，是西班牙卡斯蒂利亚-莱昂萨拉曼卡省的一个市镇。 总面积16平方公里，总人口184人（2001年），人口密度12人/平方公里。